# アーロと少年
『アーロと少年』（アーロとしょうねん、原題：The Good Dinosaur）は、2015年公開のアメリカ合衆国の3Dコンピュータアニメーション・コメディ・アドベンチャー映画である。

## 概要
ピクサー・アニメーション・スタジオ製作で、 監督はピーター・ソーン、脚本はメグ・レフォーヴによる。恐竜の絶滅が起こらなかった架空の世界を舞台に、見知らぬ土地をさまよっていたアパトサウルスのアーロ（Arlo）とまだ言葉を持たない原始人の子供との出会いと冒険を描く。出演はレイモンド・オチョア、ジャック・ブライド、サム・エリオット、アンナ・パキン、A.J.バックリー、ジェフリー・ライト、フランシス・マクドーマンド、スティーヴ・ザーンら。監督は、2013年8月までを制作を提案したボブ・ピーターソンが任め、2014年10月以降ピーター・ソーンが新しく就任。『インサイド・ヘッド』と並び、同年にピクサー映画が2本公開されるのは史上初である。
2015年11月10日にパリで初演され、続いて2015年11月25日にアメリカ合衆国で公開された。日本では2016年3月12日に公開されている。（ピクサーでは2002年に公開された『モンスターズ・インク』以来14年ぶりの3月公開となる）。
同時上映は『ボクのスーパーチーム』。

## キャッチコピー
- あなたの、初めての友達は誰ですか？（特報・ティザーポスター）

- 初めて、誰かを守りたかった—。（予告編・ポスター）

- ありがとう。ボクの初めての友達。（MovieNEX）

## ストーリー
6600万年前、地球に近づいていた隕石は衝突することなくその真上を通り過ぎ、恐竜たちは絶滅を免れた。それから数百万年後、彼らは進化を続け、言葉や文化を持つようになっていた。
ギザギザ山の麓でトウモロコシを作って暮らすアパトサウルスの夫妻ヘンリーとイダの元に、3匹の子供が産まれる。末っ子のアーロは兄バックや姉リビーより小柄で、なおかつ臆病な性格なのを姉兄からからかわれていた。しかし、アーロも両親の愛情を精一杯受けてすくすくと育ってゆく。家族は冬を越すべくトウモロコシのサイロを築き、そこに夫婦の足形を付ける。ヘンリーは、やるべきことを成し遂げれば子供達の足形も付けると言い、家族の印が全て揃う日を待ち望んでいた。兄と姉は畑仕事に尽力し、足形を付けさせてもらえるが、アーロは何をやっても上手くいかない。そこでヘンリーはアーロにサイロの見張りを任せ、仕掛けた罠に何かがかかったら叩き潰すよう命じる。しばらくして食べ物を盗りに来た人間の少年が罠にかかるが、恐れをなしたアーロは獲り逃してしまう。それを見たヘンリーはアーロを咎め、彼を連れて河辺にあった人間の足跡を追うことにする。しかしその道すがら、天気はどんどん悪くなり、遠くには落雷も見える。ヘンリーは無理矢理連れ出したことをアーロに謝り、家へ戻ることにするが、そこへ鉄砲水が襲ってくる。ヘンリーはアーロを高台に放り投げた後、鉄砲水に呑まれて命を落としてしまう。
後日、体力を衰えてしまったイダを支え、辛い思いをさせないと決心したアーロはサイロの中に以前見た少年がいるのを見つける。父の恨みを晴らすべくその少年を追うが、今度はアーロが少年と共に川へ転落してしまい、見知らぬ場所へ流れ着く。そこで再び少年と出会うが、言葉が通じないながらも徐々に打ち解け、僅かに見えるギザギザ山を目指して行動を共にする。その少年もまた、家族を失って一人で生き延びていたのである。途中、様々な哺乳類を味方に付けてひっそりと暮らすスティラコサウルスペット・コレクターと出会い、様々な能力を持った人間の子供も欲しがる。彼は仲間に変な名前を付けており、先に名付けに成功した方が人間を貰うという条件を提示するが、少年が反応したのはアーロが言った「スポット」だった。ペット・コレクターはアーロを認め、二人の背中を押した。
その後も旅は順調かのように思えたが、嵐に巻き込まれた際に雷を見たアーロはトラウマで一目散に川から離れ、ギザギザ山も見失ってしまう。嵐で荒れ果てた周囲をみて絶望にくれるアーロは、助けを求めるべく、飛んでいた翼竜を呼び止める。ところが彼らを率いるイナズマドカンは、嵐の度に怪我をした動物を探し、助けるふりをして捕食していたのだ。「自分に怖い物は何もない」と脅迫してくるイナズマドカンは、ギザギザ山の場所を教える代わりにスポットを引き渡すようアーロに言い寄る。アーロはスポットを連れて逃げるが、近くにいたTレックス一家のブッチ、ラムジー、ナッシュに助けてもらい、何とか命拾いする。
放牧していた牛が嵐で行方不明になったというTレックス一家に、アーロはスポットの嗅覚を使って牛を探すことを提案する。スポットを追ってゆくと、草原の真ん中で牛を発見するが、そこには牛泥棒もいた。Tレックス一家は身軽な泥棒達に苦戦を強いられるが、アーロは勇気を出してそこへ立ち向かい、見事泥棒退治に成功する。その晩、彼らはアーロに困難を越えて生き延びてきた武勇伝を話して聞かせる。自分を恐がりだと話すアーロであったが、ブッチは「恐さを感じなければ生き延びられない――それを越えていくのが生きることだ」と教える。翌朝、アーロが牛追いの手伝いをしていると、遂にギザギザ山を発見する。Tレックス一家と別れ、ギザギザ山を目指すアーロとスポットだが、道中、二足歩行をする動物と出会い、スポットもそれに反応するが、スポットを家に連れて帰りたいアーロは、彼を連れて先へ進む。ところが、急襲してきたイナズマドカンにより、スポットを連れ去られる。アーロも為す術なく崖下に落ち、気を失い、父親の夢を見る。生きていたと思っていたアーロだが、ヘンリーは足跡がついていなかった為もういないとわかった。アーロはスポットを助けたいとの言葉に「お前は強い子だ。パパよりも強くなる」そう言って静かにアーロの前から消えた。
父親の言葉に鼓舞されたアーロはすぐに目覚め、河辺の枯れ木に追い詰められたスポットを発見する。増水する中でアーロは次々と翼竜を打ちのめし、遂にイナズマドカンも追い払うが、鉄砲水が既にスポットの目前まで迫っていた。彼らは濁流に巻き込まれるが、アーロは滝の下に落ちながらもスポットを救出することに成功する。アーロの家も目前となったとき、再び二足歩行の動物と遭遇する。近付いてきた彼らは、人間の家族だった。スポットとは髪の色や目の色も違っていたが、その人間はスポットを家族の一員に迎え入れ、アーロもそれを受け入れて一人で家に帰ることを決める。
アーロは、イダが夫と見紛うほどにしっかりとした足つきで家へ戻り、家族との再会を果たす。一段と成長したアーロは、ようやくサイロに自分の足形を付けさせてもらえることとなり、遂に5匹分全ての家族の印が揃ったのであった。

## 登場キャラクター
この作品では、恐竜は喋るが、人間は喋らない。

### 主人公
アーロ（Arlo）
本作の主人公。アパトサウルス一家の末っ子で11歳。全長5.75メートル。姉兄と比べて臆病な上、家族の役に立とうとして毎回失敗してしまうため劣等感を抱いている。
父であるヘンリーを亡くしてから数日後、川に落ちてスポットと共に見知らぬ土地に流されてしまう。始めはスポットと反発していたものの徐々に打ち解けていき、共に家を目指して冒険の旅を始めることとなり、その冒険を通して成長していく。
生まれる前の卵のサイズは姉兄よりも一番大きかったが、生まれた時の体の大きさは一番小さかった。
スポット（Spot）
まだ言葉を持たない時代の人間の子供で6歳。身長70cm。アーロたちの食料貯蔵庫を荒らしていた。
「スポット」という名は旅の途中でアーロに名付けられた（英国や米国において、日本語の「ポチ」のような犬の名前の定番である）。体は小さいが勇敢な性格で、必死にアーロを守ろうとする。嗅覚が優れており、大好物の虫などを見つけるのが得意。
日本のみで展開されたサブストーリー『アーロと少年 エピソード0』で、イナズマドカンたちによって実の両親を殺害されたという悲しい過去が明かされた。

### アーロの家族
アパトサウルスの一家。ギザギザ山のふもとで農場を営み、トウモロコシを栽培し鶏を育てている。
ヘンリー（Henry）
アーロの父親。アーロからは「パパ」と呼ばれる。末っ子のアーロのことを特に気にかけ、一人前になれるよう優しく見守り続けていた。
食糧を食い荒らしていたスポットを捕まえようとアーロと共に山に向かった際に鉄砲水に飲まれて死んでしまうが、その後もアーロに勇気を与え続ける。
イダ（Ida）
アーロの母親。アーロからは「ママ」と呼ばれる。愛情深く頭の回転が速い。
ヘンリーの死をひどく悲しむが、彼に代わってアーロの成長を優しく見守り続ける。突然行方不明になってしまったアーロのことも落ち込んでいたが、彼が無事に帰ってきたことを大変喜んだ。
バック（Buck）
アーロの兄。
3兄姉の中では2番目に生まれ、生まれてすぐに木の棒を振り回す。アーロより力が強いが、やや粗暴でやんちゃな一面があり、毎回失敗するアーロをいじめることもある。それでも大切に思っていることもあり、無事に帰ってきた弟に喜んで駆けつけてきた。
リビー（Libby）
アーロの姉。
3兄姉の中では最初に生まれる。与えられた仕事を要領よくこなすが、いたずら好きでわがままな一面もあり、よく弟たちをからかっている。その分弟想いなところもあり、アーロが帰ってきたことを喜んだ。

### Tレックス一家
アーロとスポットがテロダクティルたちから逃れた時に助けてくれたティラノサウルスの一家。牛を放牧しながらカウボーイのような生活をしている。見た目は強面だが、3頭とも根は優しい。
ブッチ（Butch）
ラムジーとナッシュの父親。顔の左半面には若い頃ワニの群れと戦ってついた古傷があり、下顎には今でもワニの歯が食い込んでいる。子供たちからも頼りになる父親として尊敬されている。
タフで強面な外見故に恐怖とは無縁そうに見えるが、怖さを受け入れ乗り越えることが大切だとアーロに教える。
ラムジー（Ramsey）
ブッチの娘でナッシュの姉。一家の中では一番スマートで、凸凹した背中の鱗が特徴。かつて牛に襲われたときに岩に挟まった尾を自ら噛み千切って生還した武勇伝を持つ。
明るくお喋りなおてんば娘だが度胸のあるしっかり者で、まだ子供のアーロとスポットを群れで襲ったテロダクティル達に憤るなど優しい一面もある。
ナッシュ（Nash）
ブッチの息子でラムジーの弟。でっぷりした体型が特徴。かつて自分より大きなステゴサウルスと戦って、右足に大きな古傷を負っている。
好奇心旺盛だが、大切な牛の群れを逃がしてしまったりなど間の抜けた一面もある。

### テロダクティル
嵐の後にアーロが出会った翼竜たちで、本作のディズニー・ヴィランズ。救助隊を装い嵐の後に身動きできなくなった小動物を捕食する。終盤でアーロ達を再び襲った際にスポットを誘拐するが、彼を助けるために立ち上がったアーロによって全滅させられる。
イナズマドカン（Thunderclap）
テロダクティルのリーダー格で、ニクトサウルスに似たトサカをしている。かつて嵐にさらわれるも、恐怖から解放されて怖いもの知らずになったと自負している。嫌味で陰険な卑劣漢で、自分より弱そうな小動物のみを狙い、獲物は自分で独り占めするなど自己中心的な性格。
スポットを誘拐して捕食しようとするも、アーロの咆哮に怯んだところをスポットに翼を噛み千切られてしまう。そしてパニックになり逃げようとしたところをアーロの投げた木が命中し、濁流に落ちて流されてしまった。
その後死亡したかに思われたが、本作の監督であるピーター・ソーンのツイートによると、生存しており他の若い恐竜への攻撃手段を模索しながらも小動物狩りを行っている事が発覚した。またスポットに噛み千切られた翼は損傷したままであるようである。
ドシャブリ（Downpour）
イナズマドカンの取り巻きの1人。群れの中では唯一の女性。
カンレイゼンセン（Coldfront）
イナズマドカンの取り巻きの1人。ピンクの首が特徴。

### ラプトル
狼かコヨーテのような見た目をしたヴェロキラプトルの集団で、本作のもう1つのディズニー・ヴィランズ。Tレックス一家の牛を群れごと連れ去って自分たちのものにしようと企んだ。
ブッバ（Bubbha）
ラプトルのリーダー格。相手を小馬鹿にしたような口調で話す。
ラリーン（Lurleane）
ラプトル達の紅一点。ピンクの体が特徴。
パーヴィス（Pervis）
ラプトルたちの中で一番騒がしい性格。
アール（Earl）
ラプトルたちの中で一番凶暴な性格。

### その他
ペットコレクター（Pet collector）
年老いたスティラコサウルス。その名の通り、小動物や小鳥を育ててペットにしている。付けられた生き物の名前は変な名前ばかりだが、大切にしている。
名前をつければ勝ちという条件を与えている。
放浪中のアーロとスポットに出会い、彼らにギザギザ山へ向かうよう忠告する。
銀髪の人間の一家
父、母、姉、弟の4人家族の人間。終盤でアーロと別れたスポットを新しい家族としてして迎えた仲の良い家族。姉はスポットと同い年で、弟はスポットより年下。

## キャスト（声の出演）
| 役名（吹替版）         | 原語版声優                     | 日本語吹替 |
| ---------------------- | ------------------------------ | ---------- |
| アーロ                 | レイモンド・オチョア           | 石川樹     |
| アーロ（幼少期）       | ジャック・マグラー             | 古賀瑠     |
| スポット               | ジャック・ブライト             | 原語版流用 |
| ブッチ                 | サム・エリオット               | 松重豊     |
| ラムジー               | アンナ・パキン                 | 片桐はいり |
| ナッシュ               | A.J.バックリー                 | 八嶋智人   |
| ヘンリー               | ジェフリー・ライト             | 山野井仁   |
| イダ                   | フランシス・マクドーマンド     | 安田成美   |
| バック                 | マルクス・スクリブナー         | 堀川恭司   |
| バック（幼少期）       | ライアン・ティープル           | 井上福悠   |
| リビー                 | マレア・パディーア             | 菊池心寧   |
| イナズマドカン         | スティーヴ・ザーン             | 落合弘治   |
| ドシャブリ             | マンディー・フロイント         | 棟方真梨子 |
| カンレイゼンセン       | スティーヴン・クレイ・ハンター | 河本邦弘   |
| ペット・コレクター     | ピーター・ソーン               | かぬか光明 |
| ブッバ                 | デーブ・ボート                 | 青山穣     |
| ラリーン               | カリー・パフ                   | 定岡小百合 |
| アール                 | ジョン・ラッツェンバーガー     | 立木文彦   |
| パーヴィス             | カルム・マッケンジー・グラント | 小森創介   |
| ティロダクティル(オス) |                                | 内野孝聡   |
| ティロダクティル(メス) |                                | 品田美穂   |

## スタッフ
- 監督：ピーター・ソーン
- 脚本：メグ・レフォーヴ
- 音楽：マイケル・ダナ、ジェフ・ダナ

### 日本語吹替え版スタッフ
- 翻訳：石山祐子
- 翻訳監修：ジェームズ・ハバート
- 演出：向山宏志
- 日本語版制作：HALF H・P STUDIO

## 興行成績

### 全米
2015年11月25日公開。オープニング興行収入は3919万2000ドルで、映画ランキングでは初登場２位となった。

### 日本
2016年3月12日に全国380スクリーンで封切られ、初日2日間で動員数19万1696人、興行収入2億3705万0500円を記録し、映画ランキングでは初登場2位となった。3週目となる3月28日には、累計興行収入10億円を突破した。

## 主題歌

### 日本版エンドソング
- kiroro「Best Friend～Mother Earth Version～」

## 受賞
| 年     | 映画賞                                 | 賞                     | 結果       |
| ------ | -------------------------------------- | ---------------------- | ---------- |
| 2015年 | 第19回オンライン映画批評家協会賞       | アニメ映画賞           | ノミネート |
| 2016年 | 第21回クリティクス・チョイス・アワード | アニ映画賞             | ノミネート |
| 2016年 | 第73回ゴールデングローブ賞             | アニメ映画賞           | ノミネート |
| 2016年 | 第27回アメリカ製作者組合賞             | アニメーション映画部門 | ノミネート |
| 2016年 | 第43回アニー賞                         | 作品賞                 | ノミネート |